# Goniothalamus salicinus
Goniothalamus salicinus Hook.f. & Thomson – gatunek rośliny z rodziny flaszowcowatych (Annonaceae Juss.). Występuje endemicznie w południowej części Sri Lanki. 

## Morfologia
PokrójZimozielony krzew dorastający do 0,5–4 m wysokości.
LiścieMają kształt od lancetowatego do owalnie lancetowatego lub eliptycznie lancetowatego. Mierzą 5–24 cm długości oraz 1,5–5 cm szerokości. Nasada liścia jest od ostrokątnej do rozwartej. Blaszka liściowa jest o wierzchołku od tępego do długo spiczastego. Ogonek liściowy jest nagi i dorasta do 4–10 mm długości.
KwiatySą pojedyncze, rozwijają się w kątach pędów. Działki kielicha mają trójkątny kształt i dorastają do 6 mm długości. Płatki mają barwę od zielonożółtawej do czerwonobrunatnej i osiągają do 6–18 mm długości.

## Biologia i ekologia
Rośnie w wiecznie zielonych lasach, na terenach nizinnych.